# Groninger Zwemsportvereniging TriVia
Groninger Zwemsportvereniging TriVia (ook wel: GZ TriVia) is een zwemvereniging in de stad Groningen. TriVia is op 1 oktober 1999 opgericht en telt ongeveer 900 leden. Om leden te kunnen laten deelnemen aan georganiseerde competities en zwemwedstrijden is de vereniging aangesloten bij de KNZB.
TriVia betekent "Drie wegen". Deze naam is een verwijzing naar de afdelingen wedstrijdzwemmen, waterpolo en diplomazwemmen. Dit zijn de drie belangrijkste afdelingen van de vereniging. In de afgelopen jaren zijn hier nog de afdelingen sychroonzwemmen, trimzwemmen, masterzwemmen en "zwemmen speciaal" (vrouwenzwemmen) bij gekomen.

## Geschiedenis
GZ TriVia is op 1 oktober 1999 tot stand gekomen uit een fusie van de, destijds grootste, Groninger zwemverenigingen, te weten de Groninger Zwem- en Poloclub Jonas (GZ&PC/Jonas), de Zwemclub Groningen (ZCG) en de Zwem- en Poloclub Martini (ZPC Martini).

## Accommodatie
De thuisbasis van GZ TriVia is het Helperbad in Groningen. Dit zwembad is eigendom van de gemeente Groningen en wordt door haar geëxploiteerd. GZ TriVia huurt dit bad en speelt hier haar thuiswedstrijden. Ook de kantine van dit zwembad is in beheer van GZ TriVia
Daarnaast worden de zwemuren van alle afdelingen verdeeld over de overige zwembaden van de gemeente. Dit betreft de Parrel in de wijk Selwerd, Sportcentrum Kardinge in de wijk Beijum en De Papiermolen in de wijk Helpman-West.

## Wedstrijdzwemmen
De afdeling wedstrijdzwemmen van GZ TriVia is landelijkst het bekendst en telt circa 150 leden. De afdeling is verdeeld over meerdere selecties, waarbij zij uitkomt in drie klassen van de landelijke zwemcompetitie. TriVia is de enige vereniging waarbij een team actief is in de Hoofdklasse en de A-klasse, welke de twee hoogste klassen zijn. 

### Indeling
Wedstrijdzwemmers worden op twee criteria gescheiden. Dit gebeurt op basis van leeftijd en op basis van zwemsnelheid.
Qua leeftijd zijn zij als volgt verdeeld:
- Minioren (tot 12 jaar)
- Junioren (12-14 jaar)
- Jeugd (14-17 jaar)
- Senioren (18 jaar en ouder)

In de zwemwereld wordt uitgegaan van het principe dat vrouwen lichamelijk eerder volwassen zijn. De hierboven gegeven leeftijden zijn gemiddeld en in het geval van de heren behoren zij langer tot de klasse minioren dan vrouwen.
Binnen de afdeling wedstrijdzwemmen wordt er ook geselecteerd op zwemsnelheid. Dit levert de volgende verdeling op:
- A selectie
- B selectie
- C selectie

Voor de A selectie geldt dat zij op landelijk topsportniveau actief zijn. De B selectie zwemt op regionaal topniveau en de C selectie op provinciaal niveau.

### Prestaties

#### Zwemclub
G.Z. TriVia is inmiddels twaalf seizoenen op rij actief in de Hoofdklasse van de KNZB. In het seizoen 2010-11 behaalden zij hier een derde plaats. Dit is een record voor de zwemclub. Daarnaast is zij actief in de A-klasse en de D2-klasse. Nationaal gezien is dit de hoogste klassering met 3 teams in de breedtesport.

#### Zwemmers
Vele zwemmers bij GZ TriVia hebben regionale, dan wel nationale records op hun naam staan. Daarnaast heeft GZ TriVia 
een aantal zwemmers opgeleid welke nu, of in het verleden, op (inter)nationaal niveau zwemmen. Een voorbeeld hiervan is Ranomi Kromowidjojo.

## Waterpolo
GZ TriVia is met meerdere teams vertegenwoordigd in de waterpolocompetitie van de KNZB. Een aantal van deze teams spelen landelijk, de overige teams (inter)regionaal. De waterpoloërs zijn verdeeld over de volgende teams:
- FG1
- EG1
- DG1
- CG1
- BG1
- Dames 1
- Dames 2
- Heren 1
- Heren 2
- Heren 3
- Heren 4
- Heren 5

### Prestaties

#### Kampioenschappen
Zowel de seniorenteams als de jeugdteams hebben meerdere kampioenschappen gewonnen en zijn zo de afgelopen seizoenen gepromoveerd naar hogere regionale klassen en nationale divisies.

#### Waterpoloërs
G.Z. TriVia heeft, net als in het zwemmen, een aantal waterpoloërs opgeleid die op dit moment en in het verleden op nationaal niveau waterpoloën. Een voorbeeld hiervan is Anne Heidenrijk. 

## Synchroonzwemmen
GZ TriVia heeft een groep synchroonzwemmers die meedoen aan (inter)regionale wedstrijden. 
Er wordt begonnen met conditietraining, daarna wordt er gewerkt aan de technieken en uiteindelijk wordt er een voorstelling in elkaar gezet. Deze voorstelling wordt aan het einde van elk seizoen gegeven aan o.a. de ouders van de zwemmers.
Meer over synchroonzwemmen vind je hier.

## Diplomazwemmen
GZ TriVia biedt zwemlessen aan voor kinderen vanaf 4 jaar. De eerste lessen zijn erop gericht om de kinderen te laten wennen aan het water. Daarna worden de basistechnieken aangeleerd: drijven op de buik en op de rug,  kopje-onder gaan en de beenslagen. Daarna komen de armslagen, onder water zwemmen en watertrappen. Kinderen hebben gemiddeld 40 klokuren nodig om hun A-diploma te halen. Hierna volgen nog het B en C diploma.
Naast het diploma ABC worden verscheidene diploma's aangeboden die tegenwoordig weinig aangeboden worden. Voorbeelden hiervan zijn:
- Zwemvaardigheid
- Balvaardigheid
- Wereldzwemslagen
- Plankspringen
- Survival
- Snorkelen

## Trimzwemmen
Voor de volwassenen biedt GZ TriVia, meerdere keren per week, trimzwemmen aan. Volwassenen kunnen hier een half uur of drie kwartier zwemmen op eigen niveau onder begeleiding van een trainer. De groepen variëren hierin van fanatiek tot rustig, van opdrachten tot vrij zwemmen.

## Masterzwemmen
Masterzwemmen is de zwemsport die wordt beoefend door zwemmers in de leeftijdsklasse 25 jaar of ouder. Deze zwemmers zwemmen om hun conditie te onderhouden of om deel te nemen aan zwemwedstrijden tegen andere masterzwemmers.
De groep masterzwemmers bij GZ TriVia bestaat veelal uit oud-wedstrijdzwemmers en oud-waterpoloërs van de eigen vereniging. De "masters" zijn verdeeld in 2 groepen. Waarbij beide groepen de mogelijkheid hebben om één of twee keer per week een training te volgen.
Masters-1

Deze groep richt zich vooral op het uithoudingsvermogen en het verbeteren van de snelheid. Deze twee elementen zorgen dat de prestaties op wedstrijden kunnen verbeteren. Van de zwemmers in deze groep wordt verwacht dat ze twee keer per week een training volgen. Van deze zwemmers neemt een select groepje regelmatig deel aan regionale, landelijke en Europese wedstrijden.
Masters-2
 
Deze groep richt zich vooral op het verbeteren van de snelheid, maar ook op het verbeteren van de zwemtechniek. Door het verbeteren van de techniek zal de snelheid, in theorie, toenemen.

## Zwemmen speciaal
Sinds 1 juli 2007 heeft GZ TriVia de afdeling Zwemmen speciaal. Bij deze afdeling zwemmen alleen vrouwen. De afdeling is bedoeld voor vrouwen die willen zwemmen zonder aanwezigheid van mannen. Dit zijn veelal allochtone vrouwen, maar ook vrouwen met een "maatje meer" of vrouwen die een andere reden hebben om alleen te willen zwemmen.
Het zwemmen op deze manier wordt al 22 jaar georganiseerd in het gemeentelijke zwembad de Parrel, en is sinds een aantal jaar bij GZ TriVia onder gebracht.
Tijdens de zwemtijden van het speciaal zwemmen zijn er geen mannen toegestaan in de omgeving van het zwembad. Dit betekent dat de lesgevers aan het bad vrouwelijk zijn, dat de medewerkers van het zwembad vrouwelijk zijn, dat de publieke tribune is gesloten en dat er een afscheiding is tussen de kantine en het zwembad. 